# إليسكا فنسنت
كانت إليسكا فنسنت (اسمها قبل الزواج إليسكا جيرار 1841 - 1914) اشتراكية طوباوية ونسوية مناضلة في فرنسا. جادلت بأن المرأة فقدت حقوقها المدنية التي كانت تتمتع بها في العصور الوسطى، ولا بد من استعادتها. وفي أواخر ثمانينيات القرن التاسع عشر وتسعينياته، كانت واحدة من أكثر النسويات الباريسيات تأثيرًا. أنشأت مجموعة سجلات أرشيفية شاملة عن الحركة النسوية في القرن التاسع عشر وأوائل القرن العشرين، لكنها فُقدت.

## قائدة نسوية
شكلت إليسكا فنسنت في 1888 المجموعة النسوية إيغاليتيه دو أنييغ، على اسم الضاحية التي كانت تعيش فيها. وبالرغم من أن المجموعة لم تضم أكثر من 100 عضو، إلا أن تأثيرها كان ملموسًا. أسست في ذلك العام أيضًا دورية ليغاليتيه (المساواة). غادرت إيبارتين أوكلار، القائدة العامة للنسوية في باريس، إلى الجزائر عام 1888. فأخذت فنسنت زمام القيادة في باريس مع مجموعتها. وبفضل خطة عمل معتدلة وتوافقية نسبيًا، حصلت على دعم للحركة من نساء الطبقة المتوسطة. وفي أول مؤتمر عُقد عام 1889 يُعنى بحقوق المرأة، قدمت اقتراحها، بصفتها ممثلة عن منظمة المساواة، بضرورة مشاركة المرأة في المؤسسات الخيرية المحلية، اقتراحٌ لاقى دعمًا عامًا.
وفي يناير 1892، جمعت أوجيني بوتوني بيير ثماني مجموعات نسوية في باريس ضمن الاتحاد الفرنسي للجمعيات النسوية. أسست أمينة الاتحاد، ألين فاليت، الدورية الشعبية الأسبوعية لارموني سوسيال (الوفاق الاجتماعي) التي صدرت لأول مرة في 15 أكتوبر 1892، فكانت وسيلة للتواصل مع النساء العاملات بهدف فهم شواغلهن. حمل الشعار الرأسي رسالة اشتراكية: «تحرير المرأة يكون في العمل الحر». ومع ذلك، فإن المساهمين في الدورية، ومن بينهم إليسكا فنسنت وماري بونيفيال وماريا شيليغا لويفي، كن مهتمات بالنسوية أكثر من الاشتراكية.
أرادت إليسكا فنسنت استعادة حقوق المرأة التي اعتقدت أنها كانت موجودة خلال العصور الوسطى. وكانت من بين المدافعين عن حق المرأة بالاقتراع، إذ أشارت إلى أنه في السابق، عندما كان حق التصويت مرتبطًا بملكية الأراضي، كان من الشائع أن تصوت النساء. وفي 4 أبريل 1893، كانت فنسنت من بين مجموعة من النساء اللواتي شكلن محفل لو دروا هومين (حقوق الإنسان) الذي يتبع التقليد الماسوني برئاسة ماريا ديرايسميس بصفة السيد الأكبر. وكانت ماريا مارتن وكليمانس روير من بين المؤسسات الأخريات. وفي 5 سبتمبر 1895، أسست ماري بونيفيال المحفل الثاني في ليون، وسرعان ما تشكلت محافل أخرى في مواقع مختلفة من فرنسا.

## السنوات اللاحقة
وعندما ارتبطت منظمة المساواة بتحالف مع المجلس الوطني للمرأة الفرنسية، استقالت إليسكا فنسنت منها في 1900. وعندما توفي زوجها ورثت أرضًا في سانت أوين، في إقليم سين سان دوني بباريس، مما منحها دخلًا آمنًا ساعدت به في تعزيز حقوق المرأة وحقوق العمال. وكانت عضوًا فاعلًا في النقابيين الفرنسيين، مجموعة نقابية تعتقد أن الطبقات العاملة يجب أن تكون فاعلة في فرض التغيير الاجتماعي. وفي عام 1909، قبلت فنسنت منصب نائب الرئيس الفخري للاتحاد الفرنسي لحق المرأة بالاقتراع. وكانت سيسيل برونشفيك (1877 - 1946) أمينة عامة للاتحاد، الذي كان برئاسة جين شمال (1846 - 1916).
توفيت إليسكا فنسنت عام 1914. وجهت وفاتها ووفاة أوبرتين أوكلار، أبرز قائدتين نسويتين في فرنسا، بالإضافة إلى اضطراب الحرب العالمية الأولى (1914 - 1918)، ضربة قاسية إلى الحركة النسوية، وإن كانت مؤقتة. توفي الملايين خلال الحرب. وجاء في مقال صدر عام 1919 في عنوانه أن «فرنسا بحاجة إلى الأطفال أكثر من الحاجة إلى الناخبين».